# Cantone di Dole-1
Il Cantone di Dole-1 è una divisione amministrativa dell'arrondissement di Dole.
È stato costituito a seguito della riforma approvata con decreto del 17 febbraio 2014, che ha avuto attuazione dopo le elezioni dipartimentali del 2015.

## Composizione
Comprende parte della città di Dole e i 4 comuni di:
- Champvans
- Foucherans
- Monnières
- Sampans